# Henri-Jacques de Croes

Henri-Jacques de Croes

Henri-Jacques de Croes (* getauft 19. September 1705 in Antwerpen; † 16. August 1786 in Brüssel) war ein Komponist und Violinist aus den Österreichischen Niederlanden, dem heutigen Belgien.

## Leben
Henri-Jacques de Croes war ab 1723 erster Violinist an der Kathedrale zu Antwerpen. Von 1729 bis 1744 hatte er eine Anstellung als Kapellmeister beim in Brüssel und im Palais Thurn und Taxis in Frankfurt residierenden Generalpostmeister Fürst Alexander Ferdinand von Thurn und Taxis, den er offensichtlich regelmäßig in beide Residenzen begleitete. Zurück in Brüssel war er ab 1744 Konzertmeister in der Hofkapelle des österreichischen Statthalters Karl Alexander von Lothringen, die unter der Leitung von Jean-Joseph Fiocco stand. Zwei Jahre später übernahm de Croes Fioccos Position und wurde 1749 offiziell in dem Amt bestätigt; er hatte dieses bis zu seinem Tod inne.
De Croes wirkte in der Zeit des Übergangs vom Barock zum „Style galant“. Nach seinem Aufenthalt in Frankfurt stand sein kompositorisches Schaffen dem Stil der „Neuen Empfindsamkeit“ nahe und war von französischen wie italienischen Einflüssen geprägt.
Sein Sohn Henri-Joseph de Croes (1758–1842) war ebenfalls Violinist und von 1776 bis 1783 Kapellmeister des Fürsten von Thurn und Taxis in der Regensburger Residenz.

## Werk (Auswahl)
Sein Schaffen umfasst Konzerte, die dem Genre des Concerto grosso zuzuordnen sind, zahlreiche Messen und andere kirchliche Werke, die zum Teil verschollen sind, sowie Kammermusik und eine komische Oper.
Sein Stil ist eine Mischung aus italienischen und französischen Einflüssen. Seine Triosonaten sind von Arcangelo Corelli beeinflusst. Die Divertimenti stehen in der Tradition der französischen Suite. In den Concerti und den Solokonzerten übernimmt de Croes die in Italien aufkommende dreisätzige Form; manche Werke weisen außerdem Elemente der Mannheimer Schule auf. Die kantatenähnlichen Motetten folgen ebenfalls der italienischen und französischen Tradition, so übernimmt er beispielsweise den Stil des am französischen Hof wirkenden Henri Dumont.
- Op. 1 VI. Concerti für 2 Violinen, 2 Violinen, Viola und B. c. (1734)
- Op. 1 Six Sonates en trio (Paris, um 1743)
- Op. 2 Six Divertimento für 2 Violinen, Viola und B. c.
- Op. 3 Six Sonates en trio, pour deux Violons et Basse continuë (1752)
- Op. 4 Six Sonates en quatre Parties für 2 Violinen, Viola und B. c.
- Op. 5 Six Sonates en Trio pour les Violons Flûtes et Basse-Continue (1762–1768)
- Op. 6 Sinfonia für 2 Violinen, Viola und B. c.
- 9 Flötenkonzerte
- ferner zahlreiche verschollene Instrumentalwerke, darunter 16 Kirchensinfonien
- Les Amours de Colin et de Colette, opéra comique (4. November 1756 Brüssel) (verschollen)[2]